# The Homebreaker
The Homebreaker er en amerikansk stumfilm fra 1919 af Victor Schertzinger.

## Medvirkende
- Dorothy Dalton som Mary Marbury
- Douglas MacLean som Raymond Abbott
- Edwin Stevens som Jonas Abbott
- Frank Leigh som Fernando Poyntier
- Beverly Travis som Marcia Poyntier